# Reyes Maroto Illera
María Reyes Maroto Illera (Medina del Campo, 19 de desembre de 1973) és una política i economista espanyola, diputada de la desena legislatura de l'Assemblea de Madrid.

## Primers anys
Nascuda a la localitat val·lisoletana de Medina del Campo el 19 de desembre de 1973, es va llicenciar en Economia a la Universitat de Valladolid. Emprada entre 2011 i 2013 a la Fundació IDEAS, és professora associada del Departament d'Economia de la Universitat Carles III de Madrid.

## Diputada regional
Candidata número 20 de la llista del PSOE per a les eleccions autonòmiques de maig de 2015 a la Comunitat de Madrid, va resultar elegida i es va convertir en diputada de l'Assemblea de Madrid per a la desena legislatura de la cambra, en la qual ha exercit de portaveu socialista a la Comissió de Pressupostos, Economia, Hisenda i Ocupació.

## Ministra al govern de Pedro Sánchez
Maroto va ser escollida pel president del Govern Pedro Sánchez per integrar el seu nou consell de ministres, format després de la moció de censura que el PSOE va tirar endavant l'1 de juny de 2018 contra Mariano Rajoy. Felip VI va sancionar mitjançant un reial decret de 6 de juny el seu nomenament com a titular de la cartera d'Indústria, Comerç i Turisme; Maroto va prendre possessió del càrrec el 7 de juny a la Zarzuela.

## Crítiques
En el context de l'erupció volcànica de la Palma de 2021, Maroto va declarar que «Donarem tota la informació perquè l’illa [de La Palma] es converteixi en un reclam per als turistes que vulguin veure aquest espectacle tan meravellós de la natura». Amb relació a això, l'erupció d'abril de 2021 de l' Fagradalsfjall a Islàndia també es va produir sense víctimes i el Govern islandès va habilitar una ruta amb mirador perquè els turistes poguessin presenciar l'erupció i va ajudar a recuperar una mica el turisme després de la caiguda per la pandèmia de COVID-19. Cal assenyalar que la vall del volcà Fagradalsfjall es troba deshabitat, mentre a la falda del volcà Cumbre Vieja hi ha nombrosos habitatges, edificis públics i negocis que els veïns de La Palma estan perdent cada dia a causa de les colades de lava. Posteriorment, a causa de les crítiques rebudes de l'oposició, Maroto es va retractar de les seves paraules.